# Petru Comarnescu
Petru Comarnescu (pseudonim Anton Coman; n. 23 noiembrie 1905, Iași, România – d. 27 noiembrie 1970, București, România), a fost un eseist, critic de artă, critic literar, memorialist, jurnalist cultural și cunoscut anglist român, unul dintre fondatorii revistei interbelice Criterion (1934), alături de Mircea Vulcănescu și Alexandru Christian Tell. Fiul lui Petru Comarnescu, funcționar, și al Elenei (n. Cernătescu), institutoare. Familia sa era înrudită cu episcopul Veniamin Costache. Este îngropat în cimitirul mănăstirii Voroneț. A fost homosexual.

## Studii
Școala primară la Iași, liceul la Iași și București, Colegiul Sfântul Sava, urmează apoi cursurile școlii de artilerie din Craiova.
A fost lincențiat în Drept în 1928 și în Litere și Filozofie în 1929 la Universitatea din București. În 1929 pleacă în SUA unde obține după doi ani doctoratul la „University of Southern California” din Los Angeles cu lucrarea The Nature of Beauty and Its Relation to Goodness (Natura frumosului și relația lui cu binele, publicată  în românește sub titlul Kalokagathon). Acesta va fi echivalat abia în anul 1966 cu un doctorat românesc în Istoria artelor.

## Opera
În perioada interbelică a colaborat la mai multe reviste sau ziare, cele mai importante fiind "Adevărul", Adevărul literar și artistic, "Azi", Stânga, Arta, Excelsior, Da și nu, Ulisse și a fost redactor la Vremea (1931-1936), Rampa (1933-1934), "Revista Fundațiilor Regale" (de la fundarea ei în 1943). Între 1944 și 1949 a publicat texte în Bis, Agora, Timpul, Arcade, Națiunea, "Universul".
Între 1949 și 1960 nu i s-a permis să publice cu numele lui dar a publicat sub pseudonim (Anton Coman), din cauze politice. Singurele excepții erau monografiile consacrate unor sculptori sau pictori: Octav Băncilă (1954), Abgar Baltazar (1956), Viața și opera lui Rembrandt van Rijn) (1957), Nicolae Grigorescu (1959), Ștefan Luchian (1960).
Mai târziu va scrie articole sau cărți despre cei mai importanți artiști plastici români, cum ar fi Gheorghe Petrașcu, Theodor Pallady, Nicolae Tonitza, Francisc Șirato, Ion Țuculescu, uneori chiar în limba engleză, The Romanian and the Universal in Brancusi's Work (1970).
Încercînd să evite o marginalizare accentuată, Petru Comarnescu s-a înscris în Partidul Muncitoresc Român, devenit ulterior Partidul Comunist Român.
Singur sau în colaborare a tradus din limbile rusă sau engleză operele următorilor scriitori sau eseiști: D. H. Lawrence, Daniel Defoe, Sir Walter Scott, Mark Twain, Eugene O'Neill, J. B. Priestley, Howard Fast, Lev Tolstoi, Alexander Herzen, Alexandru Gorchakov, Gleb Uspensky,  Nikolai Cernîșevski, Sasha Chorny, Ilya Ehrenburg).
A fost recunoscut de contemporani, Camil Petrescu l-a numit „șeful” generației criterioniste, Barbu Brezianu l-a numit  „heraldul” ei, iar Mircea Eliade „magul” generației.
Comarnescu a fost căsătorit cu Gina Manolescu-Strunga, fiica politicianului liberal Ion Manolescu-Strunga, dar aceasta a fost îndrăgostită de jurnalistul de stînga N. D. Cocea, de la vârsta de 17 ani, căruia i-a făcut un copil după căsătoria cu Petru Comarnescu. În anul 1966 Mircea Eliade l-a invitat să-l viziteze la Universitatea din Chicago, unde va ține și o conferință, excursia fiind descrisă în paginile jurnalului său.
A tradus masiv literatură americană, în special autori dramatici, dar a tradus și din limba rusă. Într-o perioadă în care majoritatea intelectualilor români erau francofili sau germanofili, Petru Comarnescu a făcut o figură aparte, orientîndu-se spre spațiul cultural american. Este de asemenea autorul mai multor monografii sau prefețe publicate la editura Meridiane, consacrate unor mari pictori români sau străini. Jurnalul său, publicat postum, într-o selecție foarte redusă, numără aproape 5000 de pagini, grosul acestui jurnal a rămas inedit.

## Distincții
- Ordinul „Meritul Cultural” clasa a II-a (1968) „pentru activitate deosebită în domeniul artelor plastice”[9]

## Scrieri
- Actiune si reactiune II: Caete Semestriale de sinteza nationala in cadrul Secolului XX scrise de Petru Comarnescu, Ion Jianu, Constantin Noica, Mihail Polihroniade (1930)
- Homo Americanus (1933)
- Zgîrie norii New York-ului (1933)
- America văzută de un tânăr de azi (1934)
- Răspântii- forme de viață culturală (1936)
- Elemente estetice ale eticii (1936)
- Artă și imagine (1939)
- Soluțiile artei în cultura modernă (1943)
- Kalokagathon - cercetare a corelatiilor etico - estetice in arta si realizarea de sine, ediția a doua, adăugită a volumului din 1936 (1946)
- Sirato (1946)
- Magdalena Rădulescu (1946)
- America. Lume nouă, viață nouă (1947)
- Giordano Bruno (1947)
- Octav Băncilă (1954)
- Gh. Popovici (1955)
- Marius Bunescu (1956)
- A. Bazgar (1956)
- Benjamin Franklin (1957)
- Viața și opera lui Rembrandt van Rjin (1957)
- Nicolae Grigorescu (1959)
- Ștefan Luchian (1960)
- Indreptar artistic al monumentelor din nordul Moldovei - arhitectura si fresca in sec. XV- XVI (1962)
- Ion Jalea (1962)
- N.N.Tonitza (1962)
- Iosif Iser (1964)
- Luchian (1965)
- Voronet (1965)
- Ion Sava (1966)
- Gh. D. Anghel (1966)
- Ion Țuculescu (1967)
- Deineka (1968)
- Lascăr Viorel (1968)
- The Rumanian and the Universal in Brancusi's Work (1970)
- Confluente ale artei universale (1972)
- Fratii Aramescu (1972)
- C. Brâncuși, mit și metamorfoză în sculptura universală (1972)
- Chipurile si privelistile Americii (1974)
- Scrieri despre teatru (1977)
- Chipurile și priveliștile Europei, vol.I-II (1980)
- O'Neill si renasterea tragediei (1986)
- Jurnal 1931-1937 (1994)
- Pagini de jurnal, 3 vol. (2003)
- Documentar memorialistic (2005)

## Traduceri
- T. E. Lawrence - Cei șapte stâlpi ai înțelepciunii, București, 1937, ediția București, I-II, îngrijită și postfață de Adrian Anghelescu, București, 1993;
- Eugene O'Neill - Straniul interludiu, București, 1939, Din jale se întrupează Electra, București, 1944, Dramele mării și ale pământului, București, 1946, Drame din marea dragoste, București, 1947, Teatru, I-III, București, 1968 (în colaborare cu Margareta Sterian și Const. Popescu);
- Daniel Defoe - Viața și nemaipomenitele aventuri ale lui Robinson Crusoe, București, 1943;
- John M. Synge - Lordul Dunsany, Robert E. Sherwood, Suflete galante, București, 1946;
- Robert E. Sherwood - Pădurea împietrită, București, 1946;
- T.B. Somerville - Marinarul Will. Adevărata poveste a unor aventuri petrecute între 1805-1811, I-II, București, 1946 (în colaborare cu Getta Nicoleanu);
- George Bernard Shaw - Discipolul diavolului, București, 1946, Cezar și Cleopatra. Ucenicul diavolului. Pygmalion, prefață de Silvian Iosifescu, București, 1963;
- J.B. Priestley - Inspectorul de poliție, București, 1947 (în colaborare cu Mircea Văianu);
- Howard Fast - Lupta lui Albert Parsons, București, 1949 (în colaborare cu Mircea Văianu), Silas Timberman, București, 1956;
- A.I. Herzen - Povestiri, București, 1954 (în colaborare cu Lia Aldeanu);
- I. Laghin - Insula dezamăgirii, București, 1954 (în colaborare cu Isabela Dumbravă);
- M.M. Gorciakov - Lecțiile de regie ale lui K.S. Stanislavski, București, 1955 (în colaborare cu Ion Vasile Costin);
- N. Albaki - Sistemul lui Stanislavski și teatrul sovietic, București, 1955 (în colaborare cu Alexandra Constantinov);
- O. Cernij - Opera lui Sneghin, București, 1955 (în colaborare cu Sv. Ionescu);
- Mark Twain - Opere, II-IV, București, 1955-1961 (în colaborare), Bancnota de un milion de lire, București, 1964 (în colaborare cu Eugen B. Marian și Petre Solomon), Viața pe Mississippi, București, 1964;
- N. Cernîșevski - Ce-i de făcut? București, 1956 (în colaborare cu A. Ivanovski);
- I. Ehrenburg - Căderea Parisului, București, 1956 (în colaborare cu M. Mihail);
- G.I. Uspenski - Moravurile de pe ulița Rastereaeva, București, 1957 (în colaborare cu A. Chișinevski);
- W. Scott - Rob Roy, București, 1957;
- W. Burchett - Corespondent în URSS, București, 1962;
- P. Abrahams - În calea trăznetului, prefață de V. Moglescu, București, 1963.

## Afilieri
- Membru al Societății Scriitorilor Români din 1945, și apoi membru al Uniunii Scriitorilor din România.
- Membru al Uniunii Artiștilor Plastici, secția critică de artă. Chiar dacă a fost inițial respins, a fost acceptat la insistențele unor Alexandru Rosetti, Tudor Vianu, Ion Frunzetti și Vlaicu Bârna.

## Premii și distincții
- Meritul Cultural clasa I (1946)
- Meritul Cultural în rang de Cavaler, clasa a II-a (1947)
- Ordinul Cultural în rang de Cavaler, clasa a II-a (1968)
- Premiul Asociației de Arte Frumoase a Criticilor din România (1965)
- Medalia de aur a Asociației Internaționale a Criticii de artă (AICA), cu ocazia celui de-al XVI-lea congres ținut la Rimini, Italia.

## Colecții digitalizate
Colecții digitalizate BCU IAȘI